# Ciro Fernandes
Ciro Fernandes (Uiraúna, 31 de janeiro de 1942) é um gravador e ilustrador brasileiro.

## Biografia
Tendo iniciado no desenho ainda menino na Paraíba, mudou-se para o Rio de Janeiro com dezessete anos de idade e, ali, frequentando a feira de São Cristóvão, passou a realizar gravuras de forma graciosa para os cordelistas, permitindo-lhes voltar à arte original que ilustrava tais poesias populares quando, então, estavam a substituir as ilustrações por fotografias.
Aprendeu a arte da xilogravura com Mestre Zé Altino, também paraibano, usando para tal o mesmo material nordestino, com casca de cajá ou umburana, plantas típicas daquela região; estudou com Augusto Rodrigues cujo ateliê frequentou; aprendeu litogravura e gravura em metal com outros mestres.
Ciro  atuou como ilustrador para o Jornal do Brasil, fez capas para livros de autores como Orígenes Lessa, Rachel de Queiroz, Gilberto Freire, entre muitos outros; participou de muitas exposições tanto no Brasil quanto em países como Alemanha, Suíça e Dinamarca.
Sobre ele registrou, em 1983, o crítico Walmir Ayala: “O que eu não poderia imaginar é que, além do xilogravador dos melhores de sua geração, houvesse nele ainda um pintor. Um pintor de um expressionismo dramático, cortando as figuras num entintamento apaixonado, como se cortasse os perfis em madeira. (...) Acrescente-se a isso, que Ciro Fernandes realiza o retrato da vida brasileira.”
Em 2018, foi inaugurado em Uiraúna o monumento "Catedral dos Pássaros", obra sua, localizada na praça central da cidade, a Praça Padre França.